# Trametes
Trametes Fr. (wrośniak) – rodzaj grzybów z rodziny żagwiowatych (Polyporaceae).

## Charakterystyka
Rodzaj kosmopolityczny z wieloma pospolitymi i szeroko rozpowszechnionymi gatunkami. Grzyby nadrzewne, saprotroficzne, poliporoidalne. Owocniki roczne lub dwuletnie, siedzące, często wachlarzowate, wyrastające pojedynczo lub w grupach, o konsystencji od elastycznej do twardej. Powierzchnia górna owłosiona, szczeciniasta lub naga, często strefowana, o barwie białej lub od kremowej do jasnoszarej. Kontekst biały do izabelinowego, jednorodny lub dwuwarstwowy, u niektórych gatunków z ciemną linią. System strzępkowy trimityczny, strzępki generatywne szkliste, ze sprzążkami, strzępki szkieletowe grubościenne lub lite, u niektórych gatunków pod działaniem KOH szkliste i napęczniałe, strzępki wiążące kręte, stałe, szkliste; u wielu gatunków drzewiastych zamiast strzępek szkieletowych i wiążących są zwykłe strzępki. Cystyd brak. Bazydiospory elipsoidalne do allantoidalnych, szkliste, cienkościenne, w odczynniku Melzera nieamyloidalne. Powodują białą zgniliznę drewna liściastego, rzadko iglastego.
Tramates charakteryzuje się siedzącymi owocnikami, trimetycznym systemem strzępkowym, całkowitym brakiem cystyd i cystydioli, cienkościennymi, nieamyloidalnymi bazydiosporami i wywoływaniem białej zgnilizny drewna.

## Systematyka i nazewnictwo
Pozycja w klasyfikacji: Polyporaceae, Polyporales, Incertae sedis, Agaricomycetes, Agaricomycotina, Basidiomycota, Fungi.
Synonimy: Artolenzites Falck, Cellularia Bull., Coriolus Quél., Cubamyces Murrill, Funalia Pat.,Hansenia P. Karst., Pseudotrametes Bondartsev & Singer, Pseudotrametes Bondartsev & Singer, Sclerodepsis Cooke.
Nazwę polską podał Franciszek Błoński w 1888 r. W polskim piśmiennictwie mykologicznym gatunek ten ma też inne nazwy: gmatwek, huba, hubczak, podskórnik, siatkowiec, skórzak, żagiew.
Gatunki występujące w Polsce:
- Trametes gibbosa (Pers.) Fr. – wrośniak garbaty
- Trametes ochracea (Pers.) Gilb. & Ryvarden – wrośniak strefowany
- Trametes hirsuta (Wulfen) Lloyd – wrośniak szorstki
- Trametes pubescens (Schumach.) Pilát – wrośniak miękkowłosy
- Trametes trogii Berk. – tzw. włochatka jasna
- Trametes suaveolens (L.) Fr. – wrośniak anyżkowy
- Trametes versicolor (L.) Lloyd – wrośniak różnobarwny

Wykaz gatunków i nazwy naukowe na podstawie Index Fungorum. Nazwy polskie według Władysława Wojewody.

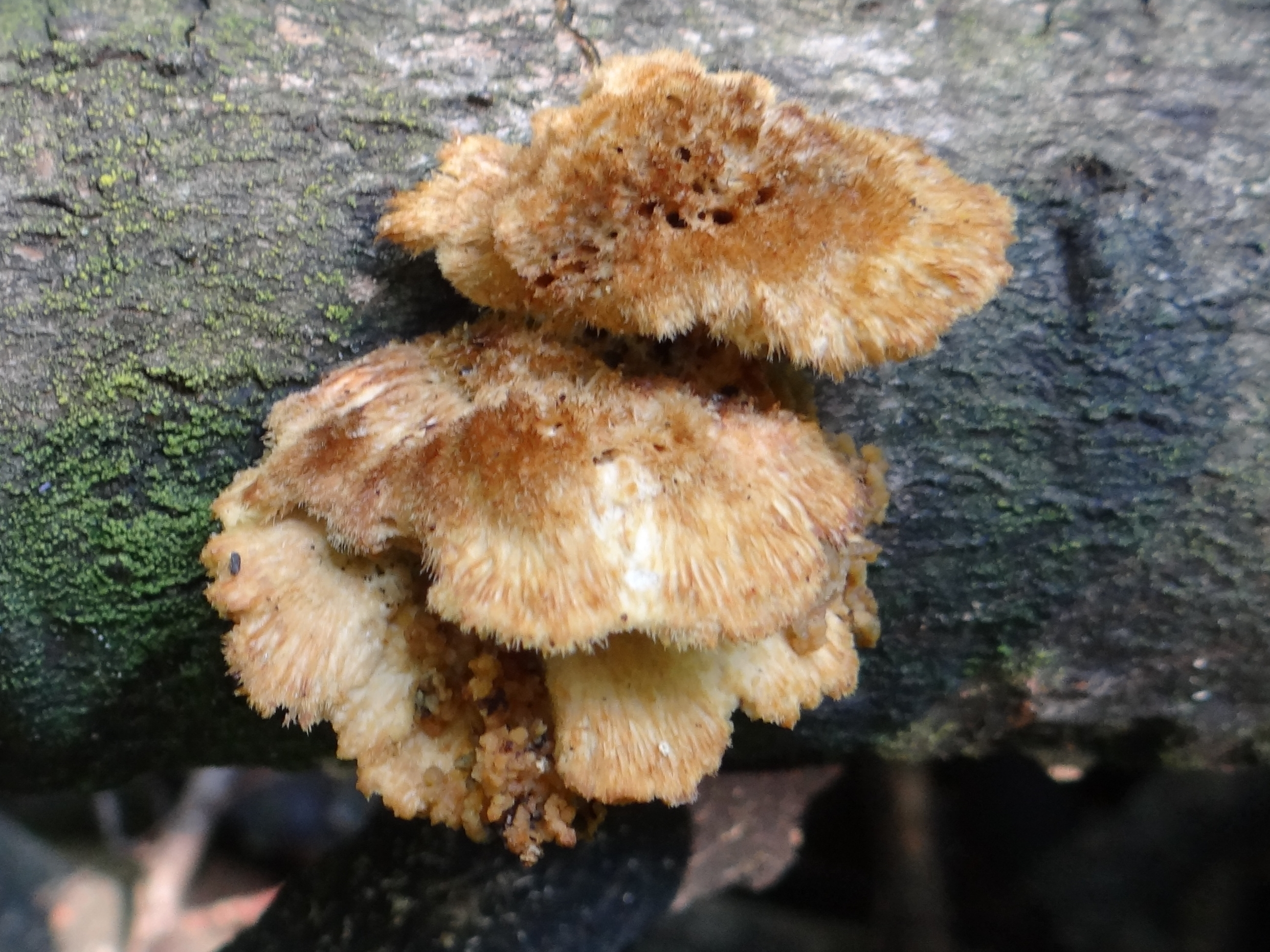
Tzw. włochatka jasna
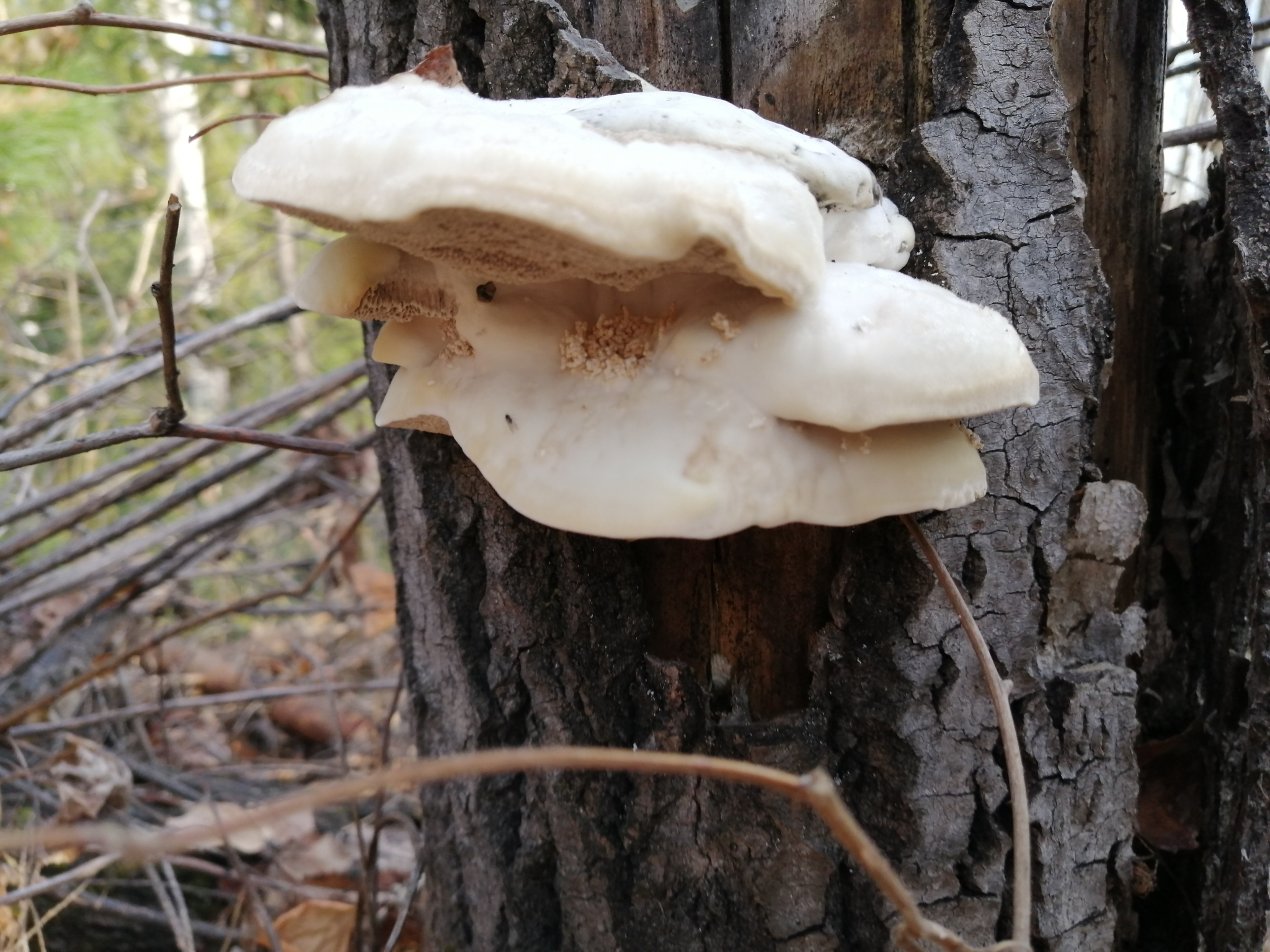
Wrośniak anyżkowy
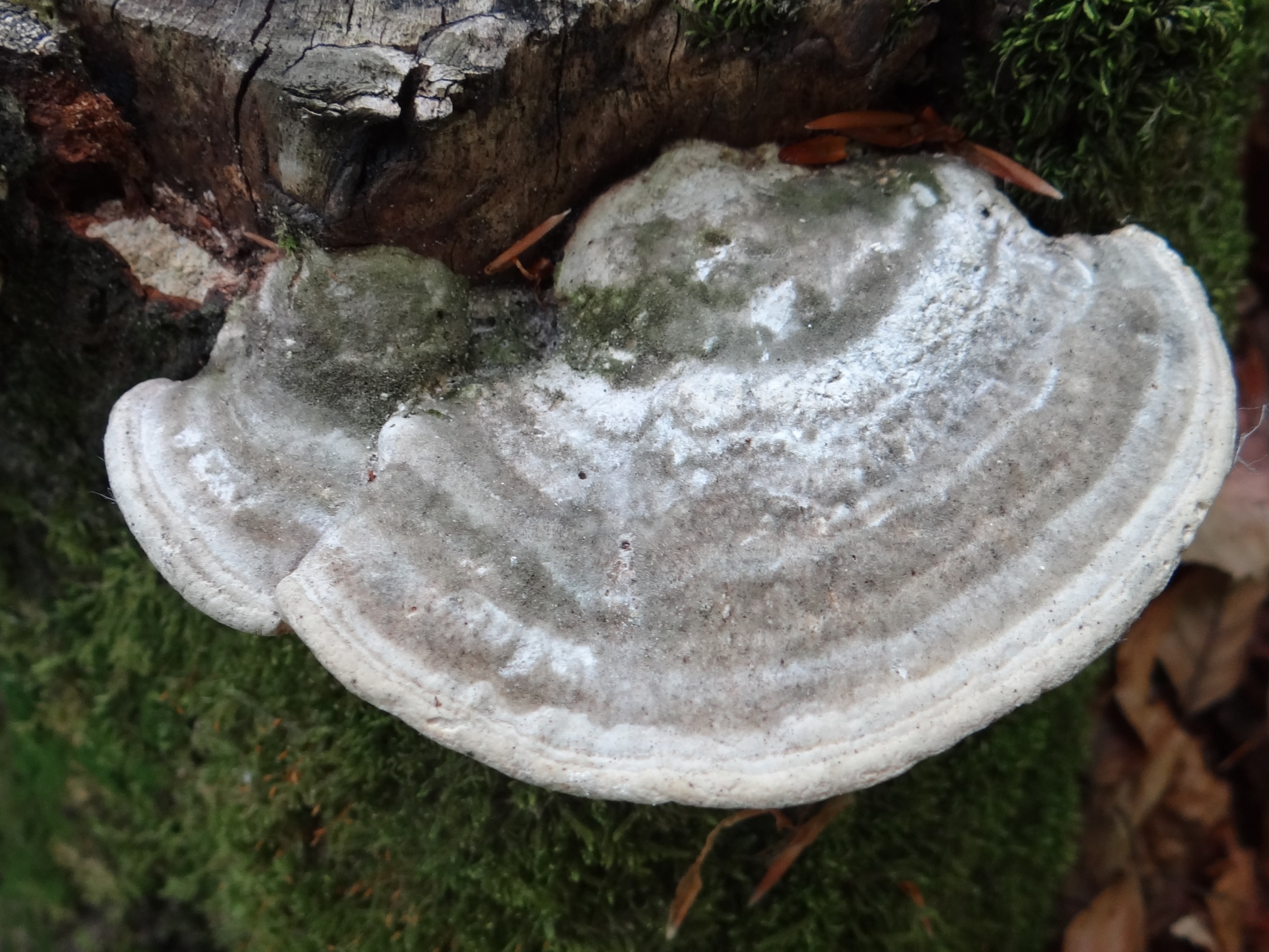
Wrośniak garbaty
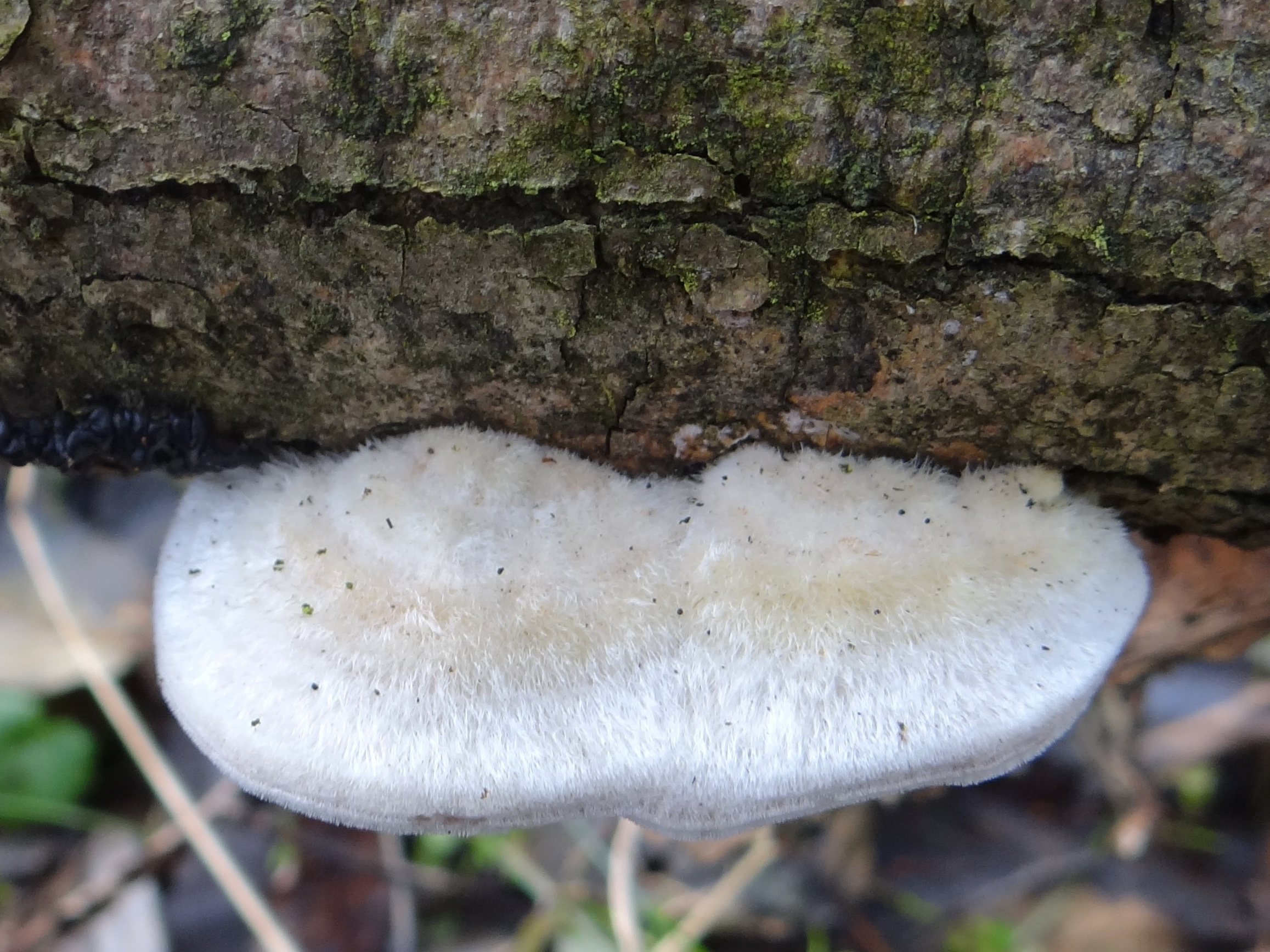
Wrośniak miękkowłosy
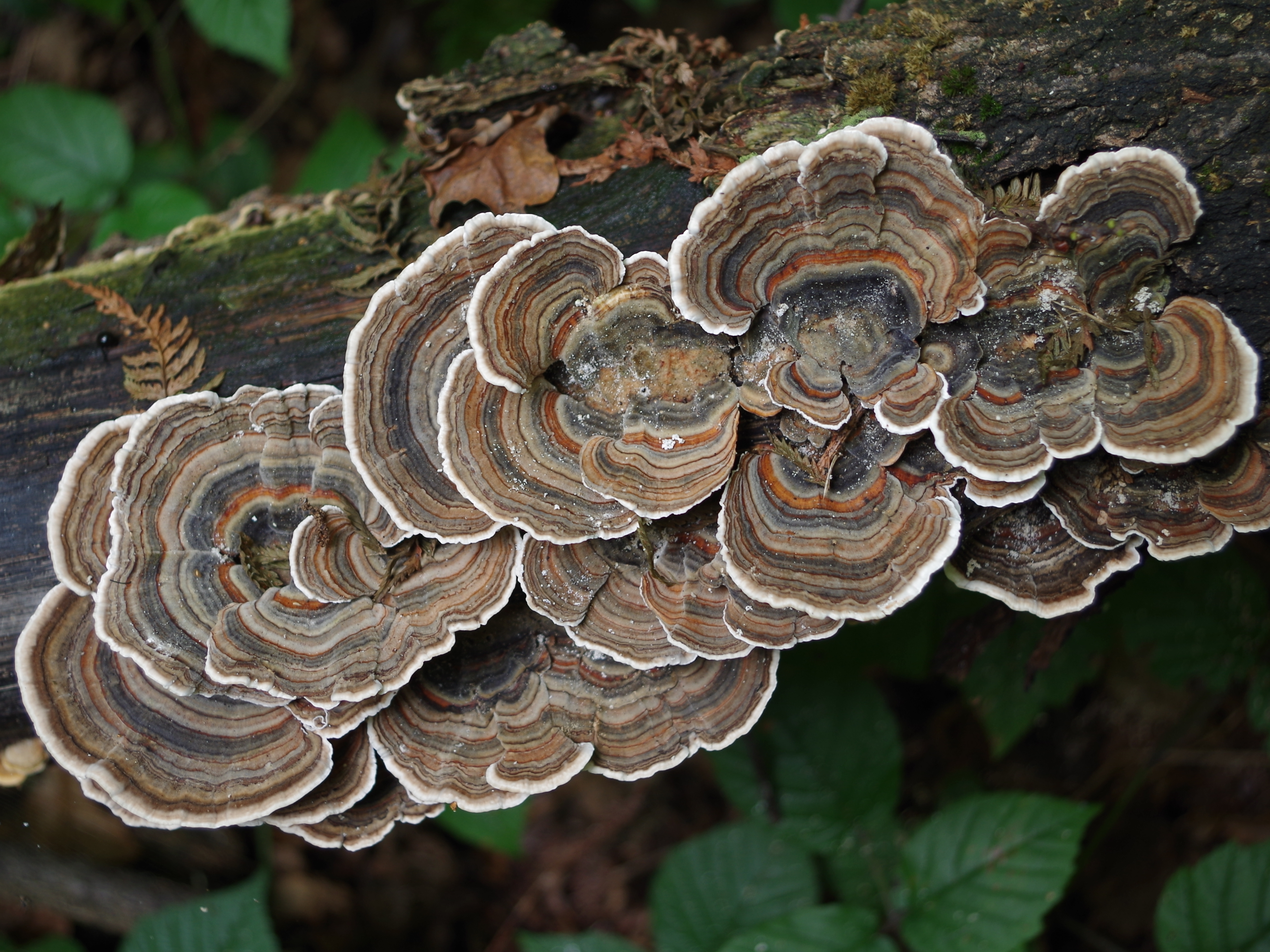
Wrośniak różnobarwny
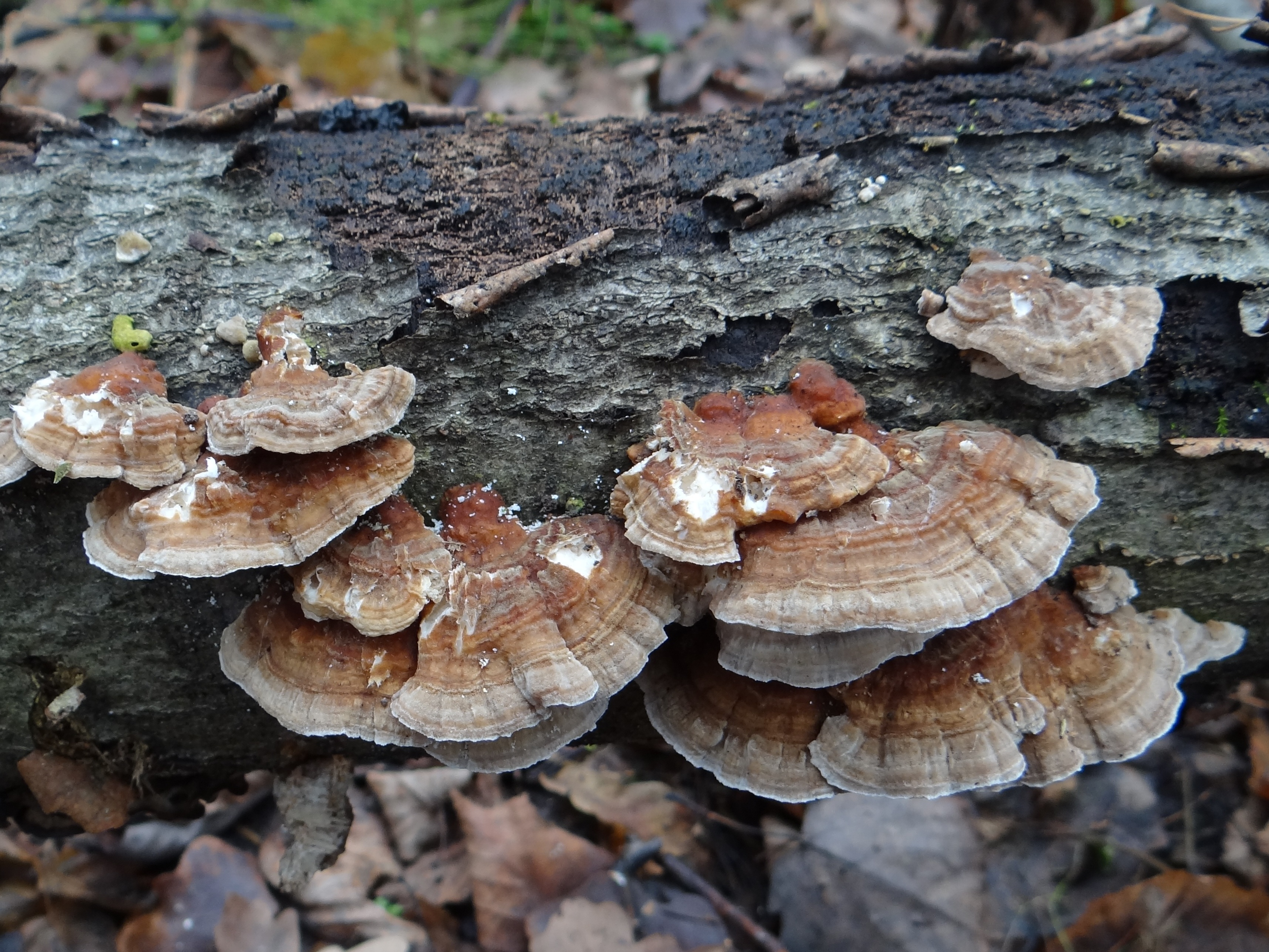
Wrośniak strefowany
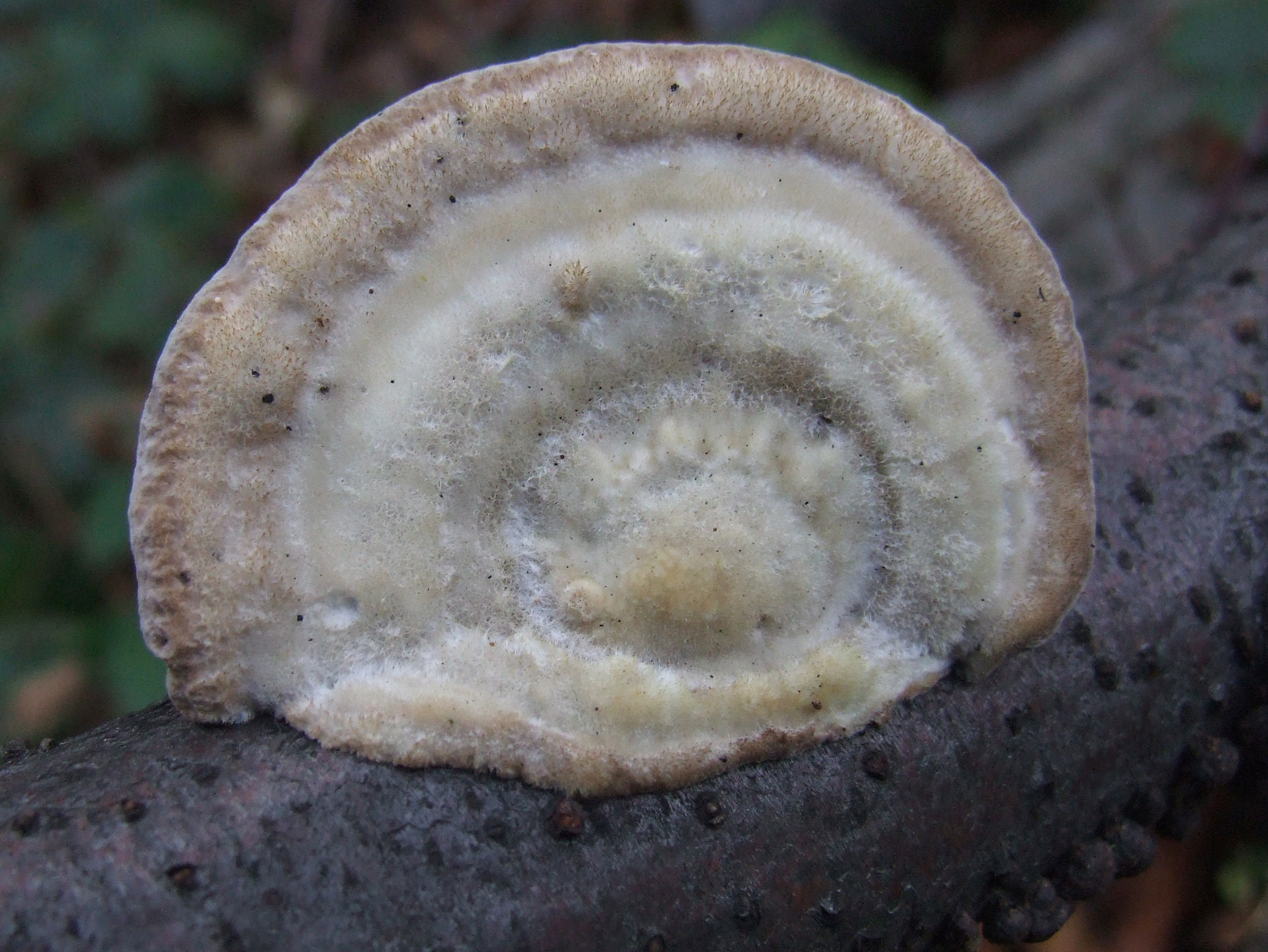
Wrośniak szorstki